# Oost-Indisch Pakhuis (Amsterdam)

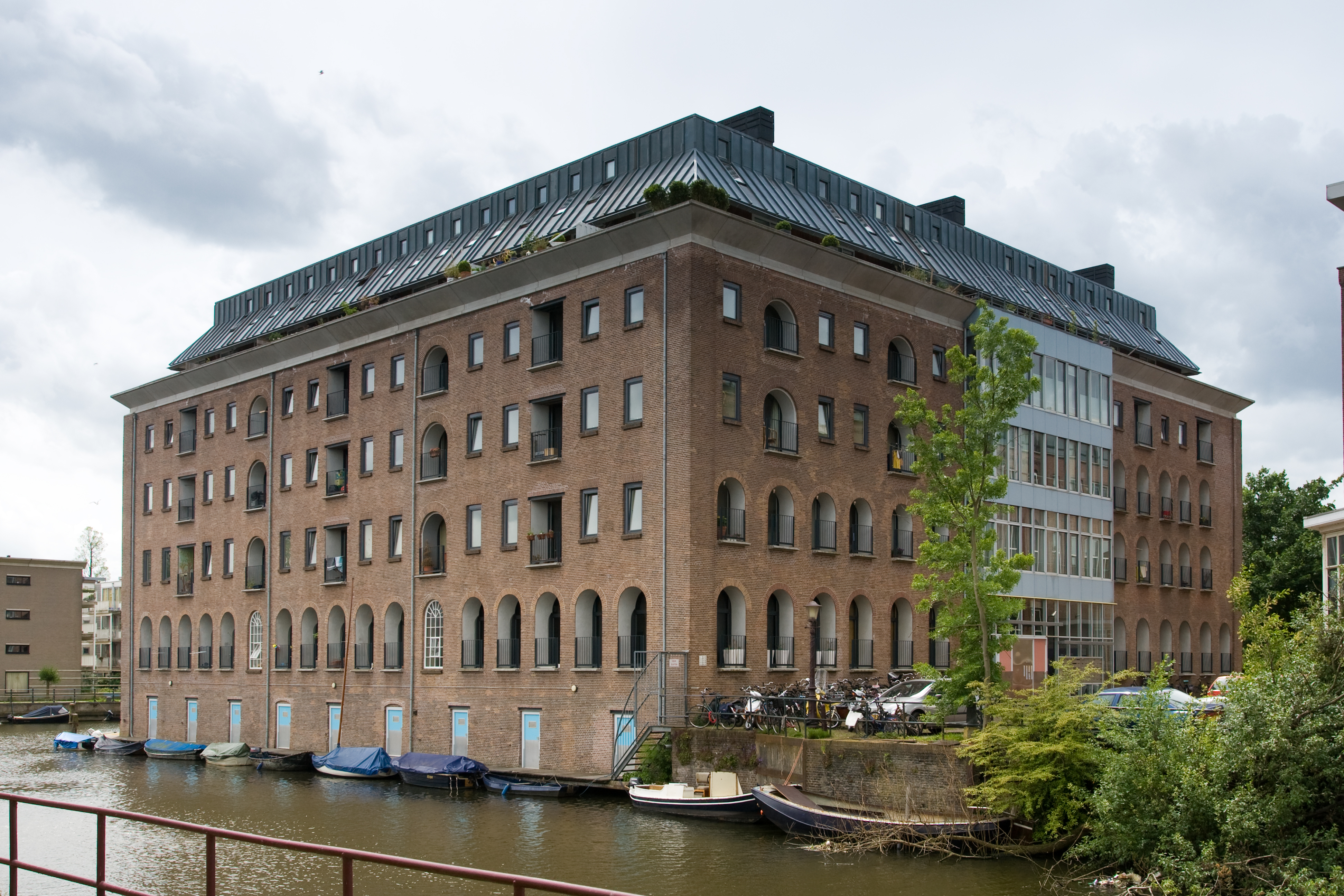
Pakhuis Oostenburg in 2009, gezien vanaf de Werkspoorbrug

Het Oost-Indisch Pakhuis, oorspronkelijk het Nieuwe Magazijn geheten en sinds 1997 Pakhuis Oostenburg, is een voormalig pakhuis van de Vereenigde Oostindische Compagnie aan de Oostenburgervoorstraat in Amsterdam.

## Geschiedenis

### Bouw
In 1661 kocht de Verenigde Oostindische Compagnie het grootste deel van het toenmalige eiland Oostenburg om er scheepswerven en magazijnen te vestigen. Eerst werden daar een houtzagerij en een lijnbaan gevestigd, waarna er begonnen werd met de bouw van een vier verdiepingen tellend magazijn naar een ontwerp van Daniël Stalpaert: het Oost-Indisch Zeemagazijn. Dit kolossale gebouw stortte echter op 14 april 1822 spontaan in.
Op 18 april 1720 werd vlak bij het oude Zeemagazijn de eerste steen gelegd voor het pakhuis, dat “Het Nieuwe Magazijn” of “Het Swaare Pakhuis” werd genoemd. De zilveren troffel die het bewindhebberszoontje Dirk Sautijn daarbij gebruikte is bewaard gebleven en is te zien in het Amsterdams Historisch Museum. In het bestek werd het omschreven als “een zeer treffelijk Pakhuis van ongelovelijke dikke muren, bekwaam eeuwen te staan”. De muren kregen een dikte van 71 centimeter. Het magazijn bood opslag aan salpeter, suiker, katoenen garens uit Indonesië, tin, zink, koffie en drogerijen. Op de binnenplaats lag werfhout.

### Na de VOC
In 1820, na het failliet van de VOC, werden gebouwen en terreinen op Oostenburg overgedaan aan de Nederlandse marine. Het pakhuis was in die tijd bekend als het Salpeterhuis, en ging dienen als “Het Groot Magazijn van Levensmiddelen en Plunjes der Marine te Amsterdam”. In 1827 werd het pakhuis overgenomen door De Nederlandse Stoomapparatenfabriek, het latere Werkspoor. Nadien onderging het een aantal ingrijpende verbouwingen. De beide bouwdelen aan de korte zijde van de binnenhof werden gesloopt waardoor het middendeel nu geheel open was. Uit Engeland werden ijzeren ramen gehaald die in een groot gedeelte van de gevel werden geplaatst. De bouwmuren in het midden van de ruimtes werden vervangen door gietijzeren kolommen en balken. In 1949 werd het middendeel weer dichtgezet met glazen gevels en werden er betonvloeren op de tweede en derde verdiepingen aangebracht. De houten vloeren van de begane grond en de eerste verdieping werden eveneens vervangen door beton.

### Appartementen
Het pand werd in 1996 aan drie projectontwikkelaars (MUWI Vastgoed Ontwikkeling, Woningbouwvereniging Eigen Haard en Woningbouwvereniging Zomers Buiten) verkocht en het kreeg onder de naam Pakhuis Oostenburg een woonbestemming. Architectenbureau Reinder Nust kreeg de opdracht tot het maken van een ontwerp. Bij de restauratie was de bestaande toestand – resultaat van eeuwenlange industriële activiteit – het uitgangspunt. Dit industriële karakter moest ook in de nieuwe situatie terug te vinden zijn. Wel werd een geheel nieuw dak ontworpen. Omdat er licht geconstrueerd moest worden, de fundering liet geen extra gewicht toe, is de hele dakopbouw uitgevoerd in houtskeletbouw. De houten vloeren in de rest van het pand werden gedeeltelijk vervangen door beton. De eerste appartementen werden in maart 1998 opgeleverd.